# Partit de la Independència (Islàndia)
El Partit de la Independència (en islandès Sjálfstæðisflokkurinn) és un partit polític d'Islàndia format el 1929 mitjançant la fusió del Partit Conservador i del Partit Liberal. El partit dona suport a l'adhesió d'Islàndia a l'OTAN, però s'oposa a la idea d'unir-se a la Unió Europea. La posició del partit sobre l'adhesió a la UE va ser confirmada en el seu congrés nacional el març de 2009.
El president del Partit de la Independència és Bjarni Benediktsson. Va ser escollit en el congrés nacional del partit el març de 2009. El vicepresident és Þorgerður Katrin Gunnarsdottir, antic Ministre d'Educació, Ciència i Cultura.

## Líders
Tots els expresidents del partit han ocupat el càrrec de Primer Ministre d'Islàndia: Ólafur Thors, Bjarni Benediktsson, Jóhann Hafstein, Geir Hallgrímsson, Þorsteinn Pálsson, Davíð Oddsson i Geir Haarde. Jón Þorláksson, el primer president del Partit de la Independència va ser Primer Ministre amb Partit Conservador abans de la fundació del Partit de la Independència. Gunnar Thoroddsen, qui va ser vicepresident del partit el 1974-1981, va ser primer ministre d'Islàndia des de 1980 fins a 1983, però el Partit de la Independència no tenia oficialment el suport del seu govern, encara que alguns diputats en el partit ho va fer.

## Resultats electorals
| Any       | Líder               | Vots   | %    | Escons  | +/– | Pos. | Govern   |
| --------- | ------------------- | ------ | ---- | ------- | --- | ---- | -------- |
| 1931      | Jón Þorláksson      | 16,891 | 43.8 | 15 / 42 | = 9 | = 2n | Oposició |
| 1933      | Jón Þorláksson      | 17,131 | 48.0 | 20 / 42 | 5   | 1r   | Coalició |
| 1934      | Jón Þorláksson      | 21,974 | 42.3 | 20 / 49 | =   | = 1r | Oposició |
| 1937      | Ólafur Thors        | 24,132 | 41.3 | 17 / 49 | 3   | 2n   | Oposició |
| 1942 (I)  | Ólafur Thors        | 22,975 | 39.5 | 17 / 49 | =   | = 2n | Minoria  |
| 1942 (II) | Ólafur Thors        | 23,001 | 38.5 | 20 / 52 | 3   | 1r   | Oposició |
| 1946      | Ólafur Thors        | 26,428 | 39.5 | 20 / 52 | =   | = 1r | Coalició |
| 1949      | Ólafur Thors        | 28,546 | 39.5 | 19 / 52 | 1   | = 1r | Minoria  |
| 1953      | Ólafur Thors        | 28,738 | 37.1 | 21 / 52 | 2   | = 1r | Coalició |
| 1956      | Ólafur Thors        | 35,027 | 42.4 | 19 / 52 | 2   | = 1r | Oposició |
| 1959 (I)  | Ólafur Thors        | 36,029 | 42.5 | 20 / 52 | 1   | = 1r | Oposició |
| 1959 (II) | Ólafur Thors        | 33,800 | 39.7 | 24 / 60 | 4   | = 1r | Coalició |
| 1963      | Bjarni Benediktsson | 37,021 | 41.4 | 24 / 60 | =   | = 1r | Coalició |
| 1967      | Bjarni Benediktsson | 36,036 | 37.5 | 23 / 60 | 1   | = 1r | Coalició |
| 1971      | Jóhann Hafstein     | 38,170 | 36.2 | 22 / 60 | 1   | = 1r | Oposició |
| 1974      | Geir Hallgrímsson   | 48,764 | 42.7 | 25 / 60 | 3   | = 1r | Coalició |
| 1978      | Geir Hallgrímsson   | 39,982 | 32.7 | 20 / 60 | 5   | = 1r | Oposició |
| 1979      | Geir Hallgrímsson   | 43,838 | 35.4 | 21 / 60 | 1   | = 1r | Oposició |
| 1983      | Geir Hallgrímsson   | 50,251 | 38.6 | 23 / 60 | 2   | = 1r | Coalició |
| 1987      | Þorsteinn Pálsson   | 41,490 | 27.2 | 18 / 63 | 5   | = 1r | Coalició |
| 1991      | Davíð Oddsson       | 60,836 | 38.6 | 26 / 63 | 8   | = 1r | Coalició |
| 1995      | Davíð Oddsson       | 61,183 | 37.1 | 25 / 63 | 1   | = 1r | Coalició |
| 1999      | Davíð Oddsson       | 67,513 | 40.7 | 26 / 63 | 1   | = 1r | Coalició |
| 2003      | Davíð Oddsson       | 61,701 | 33.6 | 22 / 63 | 4   | = 1r | Coalició |
| 2007      | Geir Haarde         | 66,754 | 36.6 | 25 / 63 | 3   | = 1r | Coalició |
| 2009      | Bjarni Benediktsson | 44,371 | 23.7 | 16 / 63 | 9   | 2n   | Oposició |
| 2013      | Bjarni Benediktsson | 50,454 | 26.7 | 19 / 63 | 3   | 1r   | Coalició |
| 2016      | Bjarni Benediktsson | 54,990 | 29.0 | 21 / 63 | 2   | = 1r | Coalició |
| 2017      | Bjarni Benediktsson | 49,543 | 25.2 | 16 / 63 | 5   | = 1r | Coalició |
| 2021      | Bjarni Benediktsson | 48,708 | 24.4 | 16 / 63 | =   | = 1r | Coalició |
| 2024      | Bjarni Benediktsson | 41,143 | 19.4 | 14 / 63 | 2   | 2n   | Oposició |

## Líders
| Núm | President | President                       | Inici                 | Final                 |
| --- | --------- | ------------------------------- | --------------------- | --------------------- |
| 1   |           | Jón Þorláksson (1877–1935)      | 29 de maig de 1929    | 2 d'octubre de 1934   |
| 2   |           | Ólafur Thors (1892–1964)        | 2 d'octubre de 1934   | 22 d'octubre de 1961  |
| 3   |           | Bjarni Benediktsson (1908–1970) | 22 d'octubre de 1961  | 10 de juliol de 1970  |
| 4   |           | Jóhann Hafstein (1915–1980)     | 10 de juliol de 1970  | 12 d'octubre de 1973  |
| 5   |           | Geir Hallgrímsson (1925–1990)   | 12 d'octubre de 1973  | 6 de novembre de 1983 |
| 6   |           | Þorsteinn Pálsson (1947)        | 6 de novembre de 1983 | 10 de març de 1991    |
| 7   |           | Davíð Oddsson (1948)            | 10 de març de 1991    | 16 d'octubre de 2005  |
| 8   |           | Geir Haarde (1951)              | 16 d'octubre de 2005  | 29 de març de 2009    |
| 9   |           | Bjarni Benediktsson (1970)      | 29 de març de 2009    | 2 de març de 2025     |
| 10  |           | Guðrún Hafsteinsdóttir (1970)   | 2 de març de 2025     | En el càrrec          |